# Virginia Heffernan

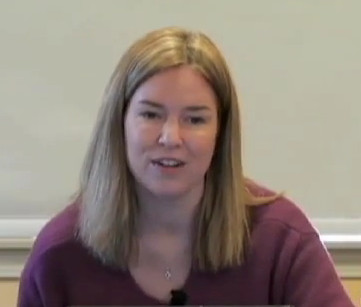
Virginia Heffernan (2012)

Virginia Heffernan (* 8. August 1969 in Hanover, New Hampshire) ist eine US-amerikanische Journalistin und Fernsehkritikerin.

## Leben
Virginia Heffernan studierte an der University of Virginia mit Bachelorabschluss in Philosophie und Englisch. Ihren Master in englischer Literatur erhielt sie an der Harvard University, wo sie im Jahr 2002 auch promovierte. Ihre journalistische Karriere begann sie bei dem US-amerikanischen Magazin New Yorker. Später arbeitete sie beim Harper’s Magazine, Slate und Talk-Magazin, bevor sie im September 2002 als Fernsehkritikerin zur New York Times wechselte, bei der sie später Magazin-Kolumnistin und Meinungsmacherin wurde und bis 2011 blieb. Außerdem arbeitete sie als Fernsehkritikerin für Slate. In ihrem 2016 erschienenen Buch Magic and Loss: The Internet as Art (Magie und Verlust: Das Internet als Kunst) vertrat sie die Ansicht, dass das Internet ein „massives und kollektives Kunstwerk“ sei, das sich noch in der Entwicklung befinde, und dass die Behauptung, die Aufmerksamkeitsspanne sei als Reaktion darauf gesunken, ein Mythos sei.
Seit Februar 2012 ist sie auch für Yahoo! News tätig.
Gemeinsam mit Mike Albo veröffentlichte sie im Jahr 2005 den Comic The Underminer.